# Chlorosea roseitacta
Chlorosea roseitacta là một loài bướm đêm trong họ Geometridae.